# J. F. Ade Ajayi
Jacob Festus Adeniyi Ajayi, conhecido comumente como J. F. Ade Ajayi, (26 de maio de 1929 - 9 de agosto de 2014) foi um historiador nigeriano. Ajayi foi membro da escola de Ibadan, um grupo de estudiosos interessados em introduzir perspectivas africanas na história africana e a se concentrar nas forças históricas internas que moldaram a vida na África. Ajayi favorecia o uso da continuidade histórica acima de focar apenas nos eventos como poderosos agentes de mudança capazes de mover os fundamentos básicos das culturas e moldá-las como novas. Ele vê muitos eventos críticos na vida africana como episódios de desgaste que ainda deixam intactas algumas partes do núcleo dos africanos. Ajayi também emprega um estilo menos apaixonado em suas obras, especialmente em seus primeiros escritos, usando críticas sutis a questões controversas da sua época.

## Biografia
Ade Ajayi nasceu em Ikole-Ekiti, na Nigéria, em 26 de maio de 1929. Seu pai era um assistente pessoal do Oba de Ikole durante a era das Autoridades Nativas . Ajayi começou sua educação na St Paul's School, em Ikole, aos cinco anos de idade. Ele então foi para a Ekiti Central School (hoje Christ's School Ado Ekiti ) para se preparar como aluno-professor. No entanto, depois de ouvir de um amigo sobre o Igbobi College em Lagos, ele decidiu tentar a sorte e se candidatou. Foi admitido na faculdade e, equipado com uma bolsa de estudos da autoridade nativa, foi para Lagos para terminar o ensino médio. Depois de completar seus estudos em Igbobi, ele foi admitido na Universidade de Ibadan, onde precisou escolher entre História, Latim ou Inglês para seu diploma, do qual escolheu História. Em 1952, ele viajou para o exterior e estudou na Universidade de Leicester, sob a tutela do professor Jack Simmons. Em 1956 casou-se com Christie Ade Ajayi née Martins. Após a formatura, foi pesquisador no Institute of Historical Research, em Londres, de 1957 a 1958. Mais tarde, ele retornou à Nigéria e ingressou no departamento de história da Universidade de Ibadan .
Em 1964, foi nomeado Reitor de Artes da Universidade de Lagos, sendo mais tarde promovido a Vice-Chanceler, e, após, a vice-reitor. Durante seu mandato, vários edifícios foram construídos e melhorias foram feitas nas acomodações estudantis. O salão Rei Jaja foi construído em 1973 e foram feitas extensões para os salões Rainha Amina e Rainha Moremi, respectivamente. O crepúsculo de sua carreira como vice-chanceler foi controverso. O então regime de Obasanjo havia introduzido algumas taxas estudantis para consternação dos estudantes, que exigiam educação gratuita. Os alunos então decidiram se revoltar, uma situação que foi chamada de "Ali deve ir" . Durante o protesto e os tumultos, um estudante chamado Akintunde Ojo foi baleado pela polícia. Na época, havia rumores de que sua mãe era amante de Obasanjo. O protesto que se seguiu dos estudantes contra o assassinato levou oportunistas a aproveitar a situação e causar o caos. Em 1978, Ajayi foi arbitrariamente dispensado de sua posição e retornou a Ibadan, onde continuou seu trabalho com estudos históricos.
Em 1993, Ajayi recebeu o  "Prêmio Africanista Distinto" pela Associação de Estudos Africanos . Em 1994, tornou-se membro honorário da SOAS University of London . Morreu em 9 de agosto de 2014, aos 85 anos, sendo enterrado em sua terra natal, Ikole Ekiti.

## Um dos primeiros escritores da história africana
Como um dos primeiros escritores da história nigeriana e africana, embora não um pioneiro como Kenneth Dike, Ajayi trouxe um respeito considerável à Escola de Ibadan e à pesquisa africana. Ele é conhecido pela pesquisa árdua e esforço rigoroso que coloca em seu trabalho. Por meio do uso extensivo de fontes orais em algumas de suas obras, como a história iorubá pré-século XX, ele foi capaz de pesar, equilibrar e ensaiar suas fontes, descobrindo um caminho para os fatos do período que eram escassos em escritos e formas não preconceituosas. Ajayi também tenta ser desapaixonado em seus escritos, especialmente quando escreve sobre assuntos controversos ou romantizados na história africana. Em um artigo sobre a história da escrita iorubá, ele pôde avaliar criticamente e com resignação, Samuel Ajayi Crowther, para ele um herói. Seu estilo de pesquisa rigorosa apresentou novos caminhos na historiografia africana e aumentou a conscientização entre os círculos acadêmicos fora do continente para as metodologias e percepções africanas. Ao pesar fontes escritas e orais, ele conseguiu encontrar novos assuntos de interesse que formaram a base da colonização britânica de Lagos, equilibrando a documentação oficial britânica do evento com material adicional.
Outro tema em muitas de suas obras é o nacionalismo. Ajayi vê as correntes religiosas como a base para o nacionalismo nigeriano moderno. A Jihad Fulani do início do século XX estabeleceu uma base para uma frente comum, enquanto os missionários cristãos, como a Sociedade Missionária Cristã (CMS), lançaram as bases para um movimento em direção à unidade no sul. Os missionários também estabeleceram escolas que criaram uma nova classe educada que mais tarde rompeu com os europeus e lutou por uma nova ordem social e política. No entanto, a nova ordem abraçou as estruturas sociais, políticas e econômicas contemporâneas europeias como ideais da nova sociedade.
Ajayi, no entanto, expressou uma postura muito mais crítica sobre a necessidade de abraçar o pan-africanismo como base do nacionalismo.